# Linda Martin
Linda Martin (n. 27 martie 1952, Omagh⁠(d), Irlanda de Nord, Regatul Unit) este o cântăreață și prezentatoare TV irlandeză. A fost născută în orașul Omagh din Irlanda de Nord. Este cel mai bine cunoscută în Europa ca câștigătoarea concursului muzical Eurovision 1992, iar în Irlanda ca o membră a formației muzicale Chips, activă în anii 80' - 90'. Cu toate că de la natură este brunetă, ea este vestită pentru părul său vopsit în roșu.